# Cap de Roc de Sant Martí
El Cap de Roc de Sant Martí és una muntanya de 1.001,5 metres que es troba al municipi de la Conca de Dalt, a la comarca del Pallars Jussà, a l'antic límit dels termes de Claverol i Hortoneda de la Conca, tots dos actualment integrats en el de Conca de Dalt.
Està situat als Rocs de Gairat, a l'extrem nord-oest de la Serra de Pessonada. Queda al sud-est de Claverol, al nord-est de Sant Martí de Canals i al nord-oest de Pessonada. Té més a ponent el Tossal de Sant Martí i al sud-est el Tossal de Montserè. Pel seu vessant septentrional s'estén el Canarill d'Hortoneda.